# Bartosz Janiszewski (dziennikarz)
Bartosz Janiszewski (ur. 7 maja 1931 w Poznaniu, zm. 27 listopada 1981 w Warszawie) – dziennikarz i publicysta.

## Życiorys
Karierę dziennikarską rozpoczął w Głosie Pracy, w latach 60. był korespondentem Polskiego Radia i Telewizji w Nowym Jorku. Po powrocie do Polski w 1969 był komentatorem Dziennika Telewizyjnego, w latach 1977–1980 korespondentem Dziennika Telewizyjnego w Paryżu. Zmarł po ciężkiej chorobie w wieku 50 lat.